# لاورو أورتيغا مارتينيز
لاورو أورتيغا مارتينيز هو سياسي مكسيكي، ولد في 8 يونيو 1910 في مدينة مكسيكو في المكسيك، وتوفي في 22 يوليو 1999 في Xochitepec ‏ في المكسيك. نشط حزبياً في الحزب الثوري المؤسساتي.